# Martin Kluge
Martin Kluge (* 1968 in Wolfenbüttel) ist ein deutscher Schauspieler.

## Leben
Martin Kluge absolvierte nach dem Abitur am Gymnasium Georgianum Lingen von 1990 bis 1993 ein Schauspielstudium am Konservatorium der Stadt Wien, das er mit Auszeichnung abschloss. Außerdem erhielt er dort eine Gesangsausbildung. Er hatte seit 1990 Theaterengagements unter anderem am Künstlerhaus Wien, am Landestheater Linz und am Theater am Kurfürstendamm in Berlin.
Ab Mitte der 1990er Jahre begann dann seine Karriere im deutschen Fernsehen. Kluge übernahm hierbei mehrere durchgehende Serienrollen, wiederkehrende Episodenrollen und auch Gastrollen.
Kluge war in durchgehenden Serienrollen unter anderem als Zivildienstleistender Carl von Ambusch in Für alle Fälle Stefanie, als Dany Auberger in Die Aubergers und als Dr. Götz Gerlach in St. Angela zu sehen.
Bekanntheit erlangte er auch in der Rolle des Liam Dougal in dem ZDF-Mehrteiler Unsere Farm in Irland, wo er an der Seite von Eva Habermann und Daniel Morgenroth spielte. Für das ZDF spielte er 2007 auch in der Rosamunde-Pilcher-Verfilmung Wind über der See.
Kluge wirkte auch bei einigen Kinoproduktionen mit, unter anderem in dem Film Tanger – Legende einer Stadt unter der Regie von Peter Goedel und in Papas (2000) unter der Regie von Martin Gypkens, für die er den Publikumspreis der Infernale Berlin erhielt. 2003 spielte er in dem Kurzfilm Nachtblenden von Jan Kerhardt. 2020 wirkte er in dem Missbrauchsdrama Sulphur and White des BAFTA-nominierten Regisseurs Julian Jarrold mit.
Kluge ist auch ehrenamtlich aktiv, insbesondere durch seine Arbeit im Musikprojekt Unisono. Er lebt seit 2008 in Südafrika und unterstützt aktiv diverse Waisenhäuser.

## Filmografie (Auswahl)
- 1995: Wolffs Revier: Klassenfahrt (Fernsehserie, eine Folge)
- 1996: Max Wolkenstein: Falscher Ehrgeiz (Fernsehserie, eine Folge)
- 1996–1997: Für alle Fälle Stefanie (Fernsehserie, Serienrolle)
- 1997: Operation Phoenix – Jäger zwischen den Welten: Das Baby und die Bestie (Fernsehserie, eine Folge)
- 1997: Gegen den Wind: Bad Trip (Fernsehserie, eine Folge)
- 1997–1998: Die Aubergers (Fernsehserie, Serienrolle)
- 1998: First Love – Die große Liebe
- 1998: So ein Zirkus: Der Sturz (Fernsehserie, eine Folge)
- 1998: Park Hotel Stern: Das Baby (Fernsehserie, eine Folge)
- 1999: SOKO 5113: Rosenkavalier (Fernsehserie, eine Folge)
- 1999: Schwarz greift ein: Der Scheinheilige (Fernsehserie, eine Folge)
- 1999: Evelyn Hamann – Geschichten aus dem Leben: Strafe muss sein/Erotisch verhindert (Fernsehserie, eine Folge)
- 2000: Tanger – Legende einer Stadt (Dokumentarfilm)
- 2002: Papas (Kurzfilm)
- 2001: Wolffs Revier: Eindeutig Notwehr (Fernsehserie, eine Folge)
- 2001: Powder Park: Ganz in Weiß (Fernsehserie, eine Folge)
- 2001–2005: St. Angela (Fernsehserie, Serienrolle)
- 2002: Forsthaus Falkenau (Fernsehserie, drei Folgen)
- 2003: Nachtblenden (Kurzfilm)
- 2006: SOKO Leipzig: Glaubenskrieger (Fernsehserie, eine Folge)
- 2007: In aller Freundschaft: Umwege (Fernsehserie, eine Folge)
- 2007: Unsere Farm in Irland (Fernsehreihe)
- 2007: Rosamunde Pilcher: Wind über der See (Fernsehreihe)
- 2008: Unser Charly: Ferien mit Charly (Fernsehserie, eine Folge)
- 2009: Das Geheimnis der Wale
- 2013: Alle Macht den Kindern! (Fernsehfilm)
- 2014: Elly Beinhorn – Alleinflug (Fernsehfilm)
- 2014: Black Sails (Fernsehserie)
- 2019: Deep State (Fernsehserie, eine Folge)
- 2020: Sulphur and White
- 2024: Mord auf dem Inka-Pfad (Fernsehvierteiler)
- 2024: The Morning After (Fernsehserie, zwei Folgen)
- 2025: G20
- 2025: Tuiskoms – Willkommen in Wilderness (Fernsehserie, eine Folge)